# Atriplex intracontinentalis
Atriplex intracontinentalis är en amarantväxtart som beskrevs av Sukhor. Atriplex intracontinentalis ingår i släktet fetmållor, och familjen amarantväxter. Inga underarter finns listade i Catalogue of Life.

## Bildgalleri

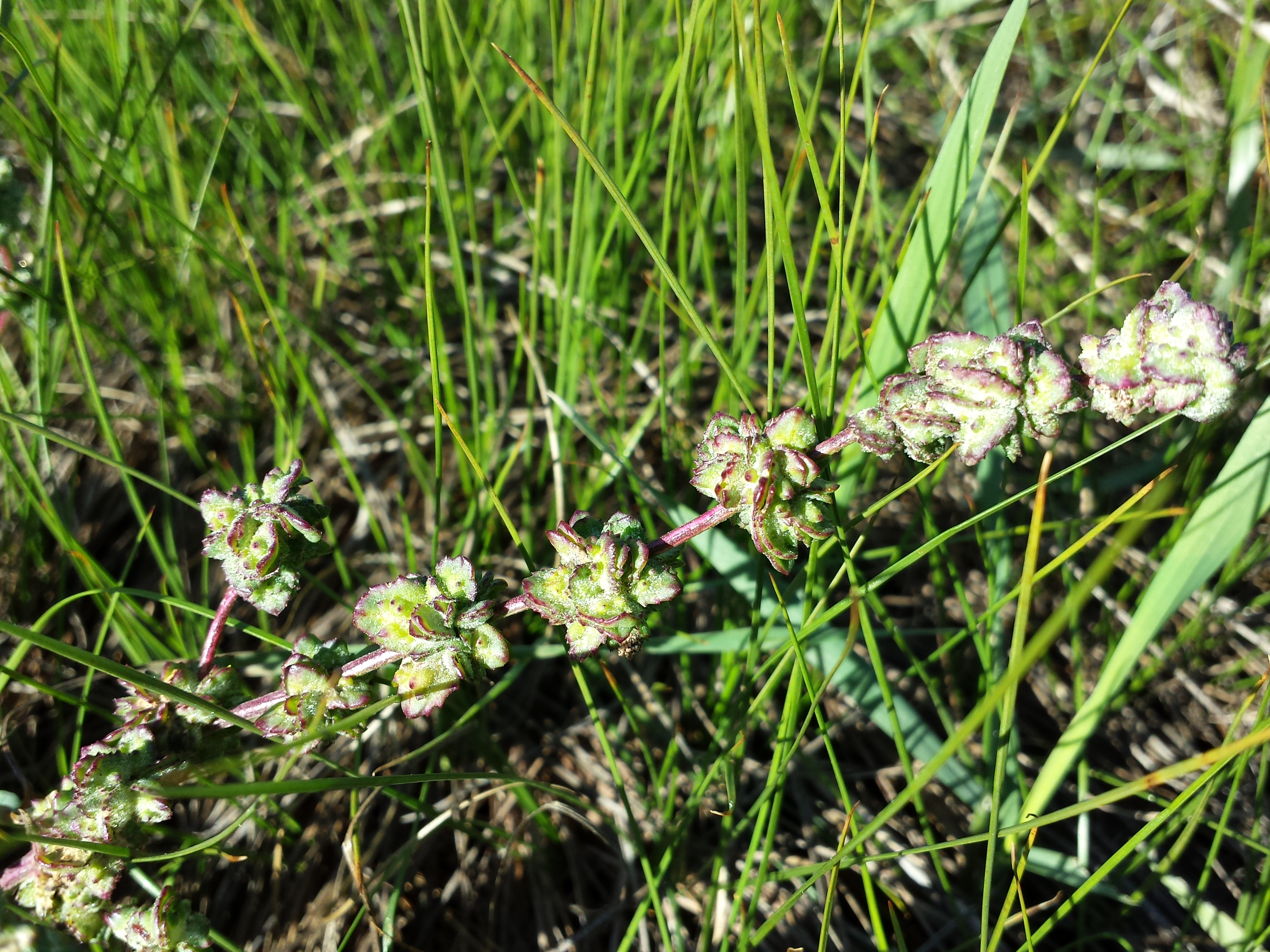
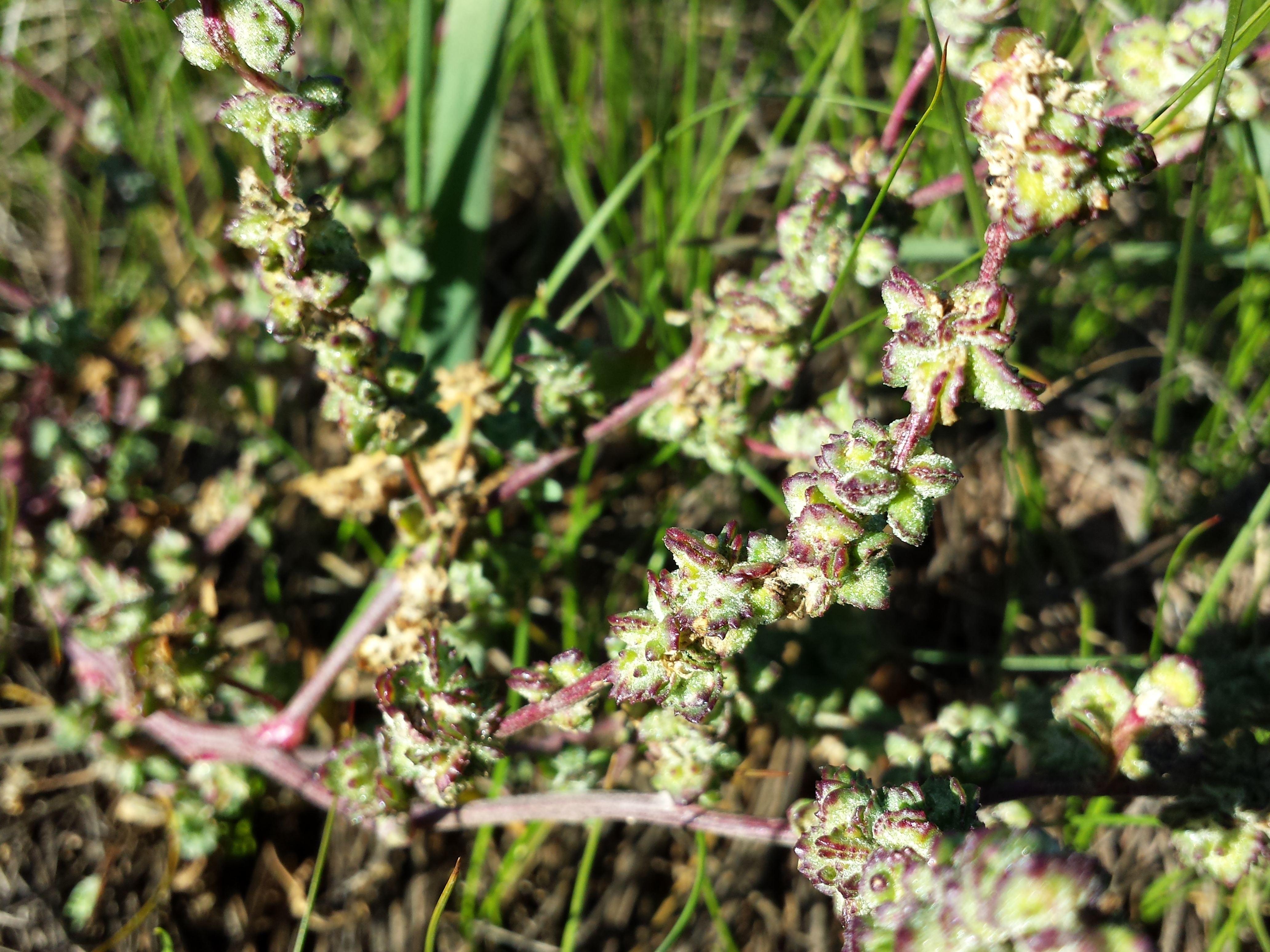
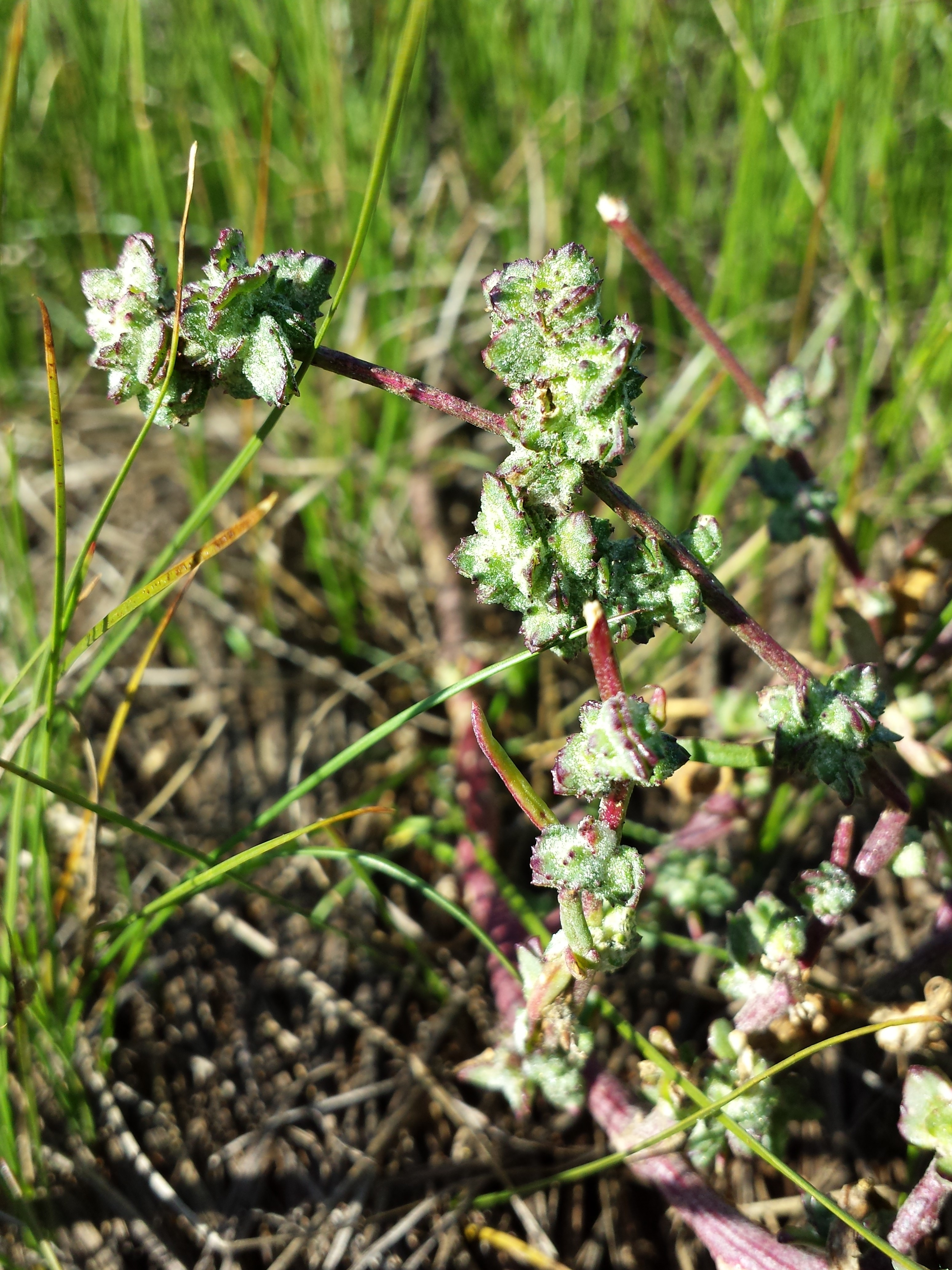
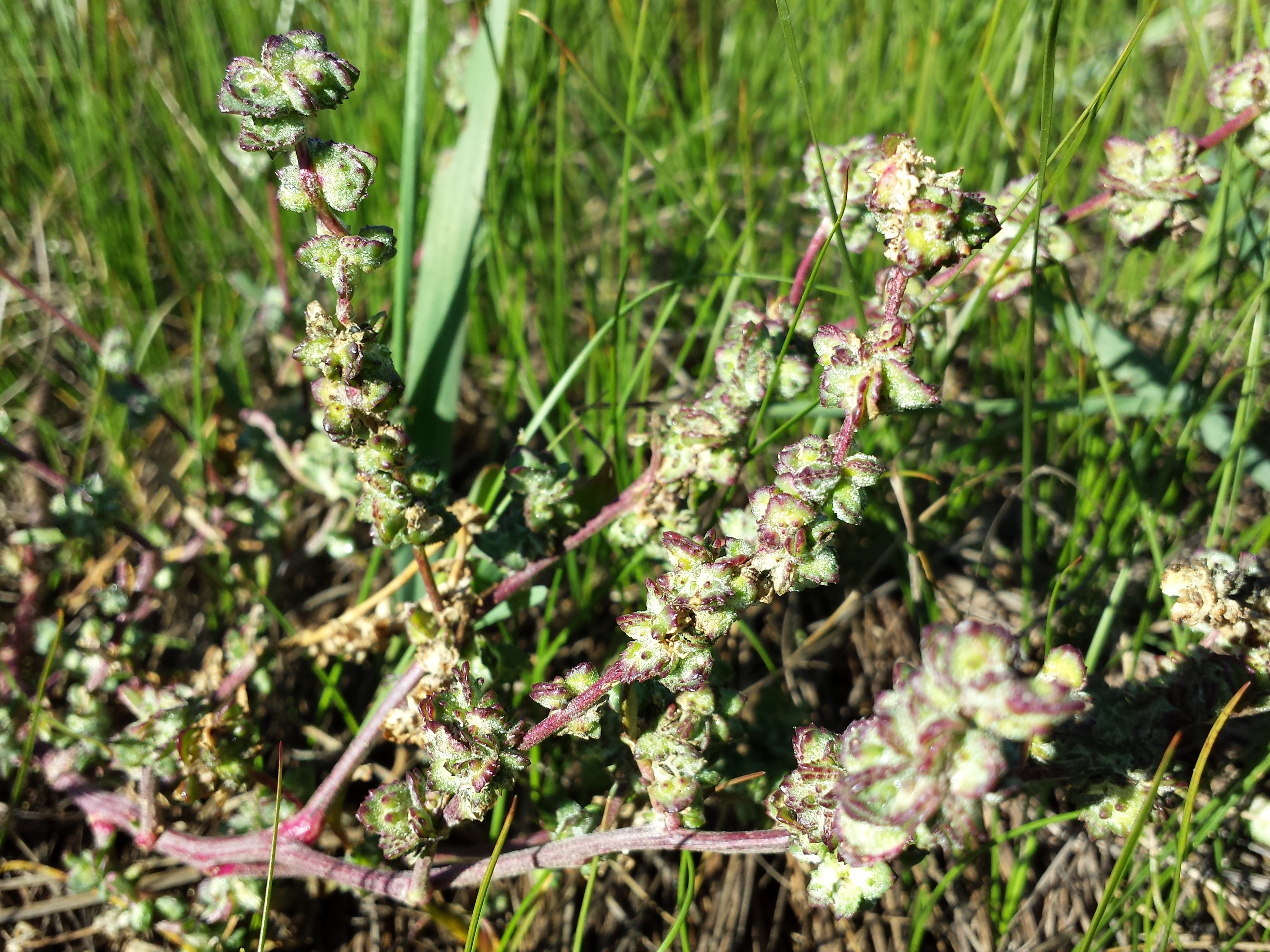
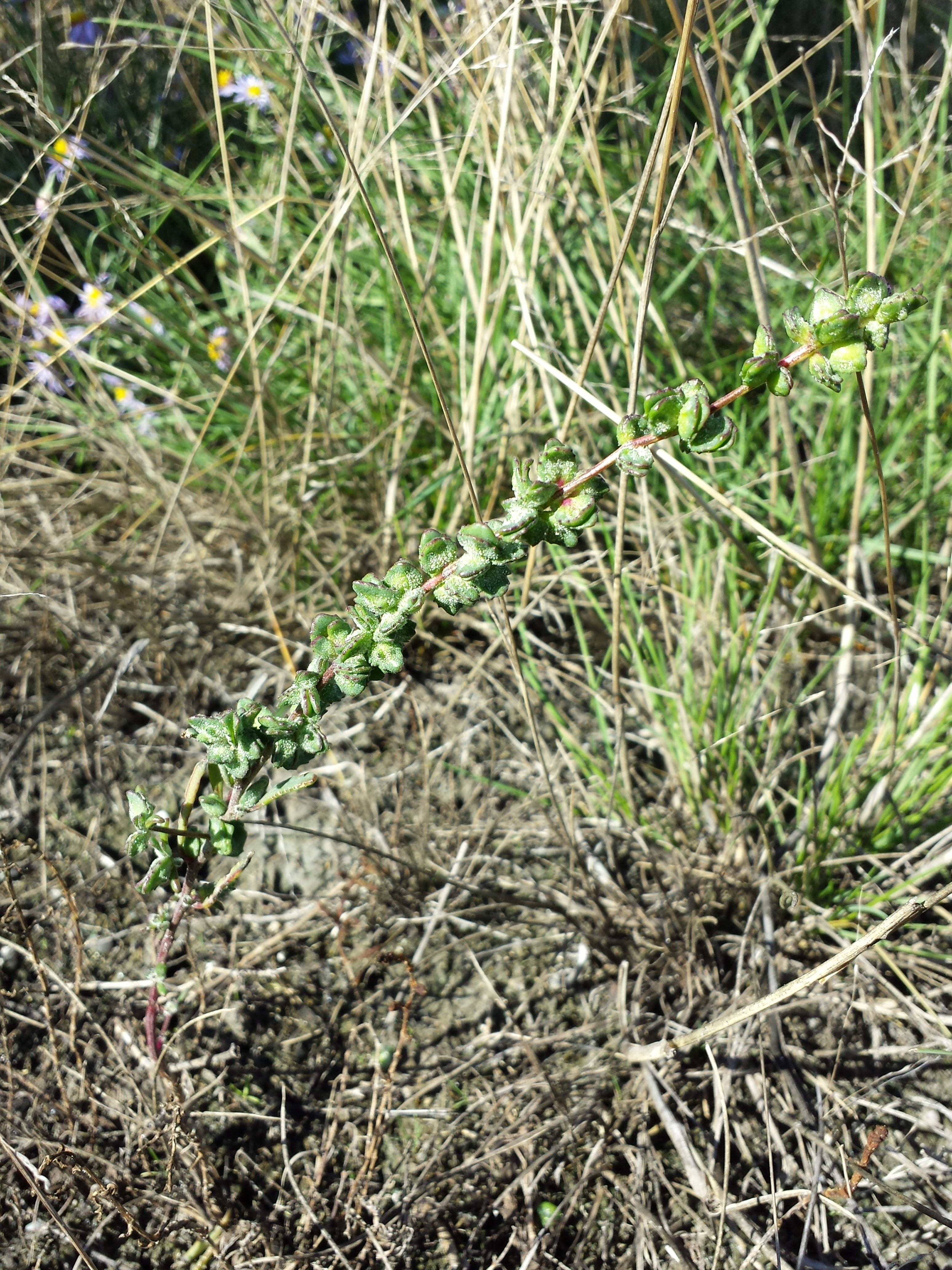
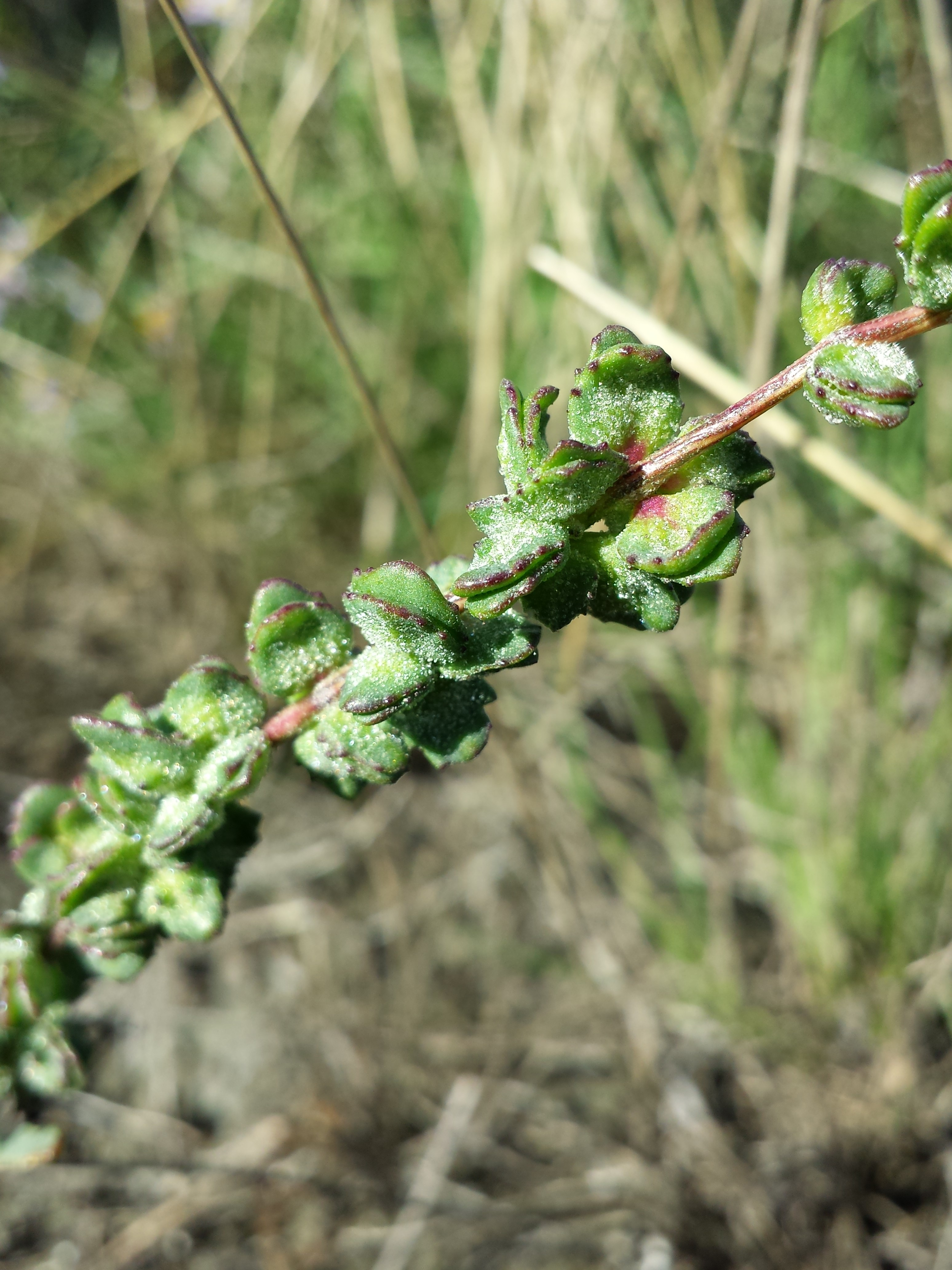